# Кузьменко, Григорий Павлович
Григорий Павлович Кузьменко (1919—1990) — советский военный. Участник Великой Отечественной войны. Герой Советского Союза (1943). Полковник внутренних войск МВД СССР.

## Биография
Григорий Павлович Кузьменко родился 15 января 1919 года в селе Савин Козелецкого уезда Черниговской губернии Украинской Народной Республики (ныне село Черниговского района Черниговской области Украины) в семье крестьянина Павла Фёдоровича Кузьменко. Украинец. Образование 7 классов. После школы работал в колхозе. В 1936 году переехал в город Киев, где работал бригадиром арматурщиков в структуре Украинского государственного треста гражданского строительства «Укргражданстрой».
В ряды Рабоче-крестьянской Красной Армии Г. П. Кузьменко был призван Остёрским районным военкоматом Черниговской области в 1939 году. В боях с немецко-фашистскими захватчиками Григорий Павлович участвовал с первых дней войны. Сражался на Юго-Западном фронте. С сентября 1943 года в составе 5-го гвардейского воздушно-десантного полка 10-й гвардейской воздушно-десантной дивизии 37-й армии Степного фронта. Особо отличился при форсировании Днепра и сражении за плацдарм на правом берегу реки.
Перед дивизией, в которой служил гвардии сержант Г. П. Кузьменко, командующим 37-й армией генерал-лейтенантом М. Н. Шарохиным была поставлена задача в ночь с 30 сентября на 1 октября 1943 года форсировать реку Днепр в районе села Переволочна Полтавской области и овладеть Мишуриным Рогом и Днепровокаменкой, где занять оборону с целью прикрытия левого фланга армии от контратак противника. На рассвете 1 октября 1943 года подразделения 37-й армии начали переправу через Днепр. Орудийный расчёт гвардии сержанта Г. П. Кузьменко артиллерийским огнём с левого берега подавлял огневые точки противника, обеспечив переправу штурмовых отрядов. Вслед за пехотой на правый берег Днепра со своим орудием переправился и Григорий Павлович. В бою за расширение захваченного плацдарма огнём и колёсами он обеспечивал продвижение вперёд стрелковых подразделений.
Со 2 октября 1943 года разгорелись ожесточённые бои за расширение и удержание плацдарма. Отражая контратаки противника, десантники продвигались вперёд. В бою 10 октября 1943 года расчёт Кузьменко, прокладывая путь пехоте, разрушил три вражеских блиндажа и подавил огонь миномётной батареи. Немцы подтянули к месту боёв крупные резервы. Получив ощутимое преимущество в танках, артиллерии и пехоте, они пытались во что бы то ни стало ликвидировать плацдарм. За день боёв немецкие войска предпринимали 4-5 контратак. Авиация противника бомбила позиции советских полков, совершая от 50 до 150 вылетов в день. Особенно много неприятностей доставляли подразделениям дивизии немецкие тяжёлые танки с повышенной броневой защитой «Тигр». Поэтому командованием было принято решение всю дивизионную артиллерию выдвинуть на прямую наводку, усилив противотанковую оборону полков, чтобы не допустить прорыва противника к Днепру. Самым тяжелым днём оказалось 14 октября 1943 года. Противник бросил в бой 140 танков, поддерживаемых самоходной артиллерией и автоматчиками. В течение дня артиллеристы в районе командной высоты отразили шесть танковых атак противника. К вечеру шести «Тиграм» почти удалось прорвать оборону дивизии в направлении Днепровокаменки. Но на их пути встала 8-я батарея 5-го воздушно-десантного артиллерийского полка. Артиллеристы в упор расстреливали немецкие танки, а танки в упор расстреливали орудия. В этой дуэли артиллеристы одержали победу, уничтожив пять «Тигров», но потеряв при этом две 120-миллиметровые гаубицы из трёх. Особенно отличился гвардии сержант Г. П. Кузьменко, орудие которого подбило два танка и истребило до роты немецких автоматчиков. Будучи тяжело раненым, но не покинул поля боя. Истекая кровью, Григорий Павлович продолжал командовать расчётом, пока угроза прорыва не была ликвидирована. За успешное форсирование реки Днепр, прочное закрепление плацдарма на западном берегу реки Днепр и проявленные при этом отвагу и геройство указом Президиума Верховного Совета СССР от 20 декабря 1943 года гвардии сержанту Кузьменко Григорию Павловичу было присвоено звание Героя Советского Союза.
В 1946 году Г. П. Кузьменко был демобилизован. Окончил училище МВД СССР. С 1950 года работал на разных должностях в органах внутренних дел и системе исполнения уголовных наказаний (в том числе, на территории Серовского района Свердловской области). В 1958 году окончил курсы усовершенствования офицерского состава.
Вышел в отставку в 1968 году. Жил в Чернигове. 30 января 1990 года скончался. Похоронен в Чернигове.

## Награды
- Медаль «Золотая Звезда» (20.12.1943);
- орден Ленина (20.12.1943);
- орден Отечественной войны 1-й степени (06.04.1985)[3].
- Медали, в том числе:

медаль «За отвагу» (10.09.1943).

## Память
- В городе Чернигове на доме, где жил Герой Советского Союза Г. П. Кузьменко, установлена мемориальная доска (Проспект Победы, 182)

## Документы
- Общедоступный электронный банк документов «Подвиг Народа в Великой Отечественной войне 1941—1945 гг.» Дата обращения: 28 мая 2013. Архивировано из оригинала 13 марта 2012 года.

Герой Советского Союза. Дата обращения: 28 мая 2013. Архивировано 29 мая 2013 года.
Орден Отечественной войны 1-й степени. Дата обращения: 28 мая 2013. Архивировано 29 мая 2013 года.
Медаль «За отвагу». Дата обращения: 28 мая 2013. Архивировано 29 мая 2013 года.